# Mamastrovirus
Die Gattung Mamastrovirus umfasst Viren der Familie Astroviridae, die Mammalia (Säugetiere und insbesondere auch den Menschen) befallen, was die Namensherkunft erklärt. Mit Stand Januar 2022 hat das International Committee on Taxonomy of Viruses (ICTV) in dieser Gattung 19 Spezies (Mamastrovirus 1 bis 19) aufgeteilt auf zwei Genogruppen GI und GII bestätigt; Typusspezies ist das humanpathogene Mamastrovirus 1 (GI). Humanpathogene Humane Astroviren dieser Typusspezies wurden beim Menschen 1975 mit Hilfe einer  elektronenmikroskopischen Identifizierung in Stuhlproben eines Durchfallausbruch erstmals beschrieben. Mittlerweile sind mehrere verschiedene Virusspezies als Humane Astroviren (d. h. humanpathogene Mamastroviren) identifiziert: Mamastrovirus 6 (ebenfalls GI) und Mamastrovirus 8 und 9 (beide GII). Es konnten zusätzlich sehr ähnliche Viren auch aus einigen anderen Säugetierarten isoliert werden, die ebenfalls in die Gattung Mamastrovirus gestellt werden, mit Wirten unter den Katzen (feline), Schweinen (porcine), Seelöwen, Hunde (canine), Delfine, Nerze (musteline), Schafe (ovine) und Fledermäuse. Ähnliche Erreger, die bei Vögeln wie zum Beispiel Enten, Hühnern und Truthühnern auftreten, werden innerhalb der Familie Astroviridae als eine zweite Gattung Avastrovirus mit drei Spezies (Avastrovirus 1 bis 3) geführt.
Die Astroviridae sind ebenso wie Caliciviridae und Picornaviridae unbehüllte, einzelsträngige RNA-Viren mit positiver Polarität.

## Krankheit
Humane Astroviren sind als Erreger von Gastroenteritis vor allem bei Kindern, aber auch bei Erwachsenen weltweit beschrieben worden. Die Symptome einer Infektion sind Durchfall, Erbrechen, Fieber und Bauchschmerzen. Die Erkrankung dauert durchschnittlich 3 bis 4 Tage an, stellt jedoch im Allgemeinen keine gefährliche Situation dar. In seltenen Fällen kann es auch zur Dehydratation kommen. Infizierte benötigen keine stationäre Behandlung, da die Symptome nach kurzer Zeit von selbst abklingen.

### Diagnose
Elektronenmikroskopie, ELISA, Immunfluoreszenz und PCR können im Zuge einer Virusdiagnostik angewandt werden, um Virionen, Antigene oder virale RNA im Stuhl von Infizierten nachzuweisen.

### Epidemiologie
Eine Studie im Vereinigten Königreich, die 1999 veröffentlicht wurde, ermittelte eine Inzidenz von 3,8 pro 1000 Einwohner und Jahr, womit Astroviren der viert-häufigste Erreger viraler Gastroenteritis sind. Studien in den USA haben Astroviren im Stuhl von 2 bis 9 Prozent der Kinder mit entsprechenden Symptomen nachgewiesen. Die Krankheit tritt am häufigsten bei Kindern unter 2 Jahren auf, es gab aber auch Ausbrüche bei Erwachsenen. Studien aus Glasgow und den USA legen nahe, dass die Infektion mit Astroviren häufig symptomlos erfolgt. In Gegenden mit gemäßigtem Klima treten Astrovirus-Infektionen gehäuft im Winter auf, während in den Tropen die meisten Infektionen in der Regenzeit auftreten. Astroviren werden über kontaminiertes Wasser oder kontaminierte Lebensmittel übertragen.

### Prävention
Es gibt keine Impfung oder antivirale Behandlung gegen Astroviren, das Risiko einer Infektion kann jedoch durch persönliche Hygiene verringert werden.

## Wirtsspektrum
Das bisher bekannte Wirtsspektrum (synonym Tropismus) der Astroviren umfasst Menschen, Ziegen, Rinder, Schafe, Schweine, Rehe, Fledermäuse und Seelöwen.

## Aufbau
Astroviren sind unbehüllte ikosaedrische Viren mit einem Durchmesser von 28 bis 35 nm und einer namensgebenden charakteristischen sternförmigen Oberflächenstruktur, welche unter einem Elektronenmikroskop sichtbar wird.

## Genom
Das Genom der Humanen Astroviren besteht aus einem RNA-Einzelstrang mit positiver Polarität und besitzt einen Poly-A-Schwanz am 3'-Ende, jedoch keine 5'-Cap-Struktur. Ohne den Poly-A-Schwanz ist das Genom der Astroviren 6,8–7,9 kbp lang. Es enthält drei offene Leserahmen, wobei sich ORF1a und ORF1b um 70 bp überlappen. Der dritte offene Leserahmen wird ORF2 genannt. Als Mutationsrate wurden 3.7×10−3 Nukleotidaustausche pro Stelle und Jahr und eine synonyme Wechselrate von 2.8×10−3 Nukleotidaustausche pro Stelle und Jahr ermittelt.

## Systematik
Die Systematik ist nach ICTV (Stand November 2018) und Donato/Vijaykrishna (2017) wie folgt:
- Familie Astroviridae

- Gattung Mamastrovirus

- Genogruppe GI

- Spezies Mamastrovirus 1 (ehem. Typus) mit Humanes Astrovirus GI-A (GI.A-human)
- Spezies Mamastrovirus 2 mit Katzen-Astrovirus (GI.B-feline)
- Spezies Mamastrovirus 3 mit Schweine-Astrovirus (GI.C-porcine)
- Spezies Mamastrovirus 4 mit Seelöwen-Astrovirus GI-D (GI.D-California sea lion)
- Spezies Mamastrovirus 5 mit Hunde-Astrovirus (GI.E-canine)
- Spezies Mamastrovirus 6 mit Humanes Astrovirus (GI-F, GI.F-human)
- Spezies Mamastrovirus 7 mit Tümmler-Astrovirus (GI.G-bottlenose dolphin)

- Genogruppe GII

- Spezies Mamastrovirus 8 mit Humanes Astrovirus GII-A (GII.A-human)
- Spezies Mamastrovirus 9 mit Humanes Astrovirus GII-B (GII.B-human)
- Spezies Mamastrovirus 10 mit Nerz-Astrovirus (GII.C-mink)
- Spezies Mamastrovirus 11 mit Seelöwen-Astrovirus (GII-D, GII.D-California sea lion)
- Spezies Mamastrovirus 12 mit Fledermaus-Astrovirus (GII-E, GII.E-bat)
- Spezies Mamastrovirus 13 mit Schaf-Astrovirus (GII.F-ovine)
- Spezies Mamastrovirus 14 – 19 mit Fledermaus-Astrovirus GII-G bis GII-L, respektive (GII.G-bat bis GII.L-bat, respektive)

Zu diesen offiziell anerkannten Spezies kommt noch eine ganze Reihe weiterer Vorschläge.

## Meldepflicht
Nach dem Recht Sachsens ist der direkte oder indirekte Nachweis eines Astrovirus namentlich meldepflichtig, soweit der Nachweis auf eine akute Infektion hinweist.